# Marek Polak
Marek Władysław Polak (Wadowice; 19 de Novembro de 1963 — ) é um político da Polónia. Ele foi eleito para a Sejm em 25 de Setembro de 2005 com 6014 votos em 12 no distrito de Chrzanów, candidato pelas listas do partido Prawo i Sprawiedliwość.